# Episodi di Famous in Love (seconda stagione)
La seconda e ultima stagione della serie televisiva Famous in Love, composta da 10 episodi, è stata trasmessa in prima visione assoluta negli Stati Uniti D'America da Freeform dal 4 aprile al 30 maggio 2018.
In Italia la stagione è andata in onda dal 22 agosto 2018 al 24 ottobre 2018 su Premium Stories, canale a pagamento della piattaforma Mediaset Premium.
| n° | Titolo originale                      | Titolo italiano                      | Prima TV USA   | Prima TV Italia   |
| -- | ------------------------------------- | ------------------------------------ | -------------- | ----------------- |
| 1  | The Players                           | I giocatori                          | 4 aprile 2018  | 22 agosto 2018    |
| 2  | La La Locked                          | La La Locked                         | 4 aprile 2018  | 29 agosto 2018    |
| 3  | Totes on a Scandal                    | Scandalo a Hollywood                 | 11 aprile 2018 | 5 settembre 2018  |
| 4  | The Kids Aren't All Right             | I ragazzi non stanno bene            | 18 aprile 2018 | 12 settembre 2018 |
| 5  | Reality Bites Back                    | La realtà risponde per le rime       | 25 aprile 2018 | 19 settembre 2018 |
| 6  | The Goodbye Boy                       | Addio, ragazzo                       | 2 maggio 2018  | 26 settembre 2018 |
| 7  | Guess Who's (Not) Coming to Sundance? | Indovina chi (non) viene al Sundance | 9 maggio 2018  | 3 ottobre 2018    |
| 8  | Look Who's Stalking                   | Guarda chi fa stalking               | 16 maggio 2018 | 10 ottobre 2018   |
| 9  | Full Mental Jacket                    | Confessioni scottanti                | 23 maggio 2018 | 17 ottobre 2018   |
| 10 | The Good, the Bad and the Crazy       | Il buono, il cattivo e il pazzo      | 30 maggio 2018 | 24 ottobre 2018   |